# Isaiah Ceccarelli
Isaiah Ceccarelli (* 22. März 1978 in Chetwynd, British Columbia) ist ein kanadischer Jazz- und Improvisationsmusiker (Perkussion, Schlagzeug, Komposition, Gesang), der in der Musikszene von Montréal aktiv ist.

## Leben und Wirken
Isaiah Ceccarelli wuchs in San Bernardino (Kalifornien) auf, wo er in einer Gospelband Schlagzeug spielte. Mit zwölf Jahren nahm er Privatunterricht, bevor er das College in Boston besuchte. Er studierte anschließend bei Ed Shaughnessy und u. a. bei John Hazilla am Berklee College of Music in Boston, wo er sich verstärkt mit improvisierter Musik beschäftigte. Ceccarelli setzte dann sein Studium am Pariser Musikkonservatorium fort. 2003 zog er nach Montreal; dort arbeitete er mit Jean Derome und Pierre Tanguay; außerdem  organisierte er Konzerte in der Zeke’s Gallery, wo er mit Musikern wie Joane Hétu, Lori Freedman, Derome und bald auch mit eigenen Ensembles auftrat. Daraus entstand sein Debütalbum Lieux-Dits (2009), u. a. mit Frank Lozano, Jean Derome, Steve Raegele, Clinton Ryder. Er arbeitete in den folgenden Jahren auch mit Neal Haiduck, Felix Stussi, Liza Melfi, Gary Schwartz, Pierre-Yves Martel sowie in den Formationen Effendi Jazzlab, Quartetski  und dem Pierre Labbé 4Tet (Manivell, 2009, mit Bernard Falaise, Clinton Ryder). 2008 legte er mit Michel F. Côté das Duoalbum Vulgarités (Ambiances Magnétiques) vor, gefolgt von Bréviaire d'Epuisements (2010, mit Lori Freedman, Philippe Lauzier, Pierre-Yves Martel). 2010 nahm er im Trio mit Bernard Falaise (Gitarre) und Joshua Zubot (Geige) das Album Subtle Lip Can auf. Er war von 2005 bis 2013 an 16 Aufnahmesessions beteiligt. Ceccarelli betätigt sich zudem als Sänger Alter Musik und als Komponist.